# Bandera de Transnístria
La bandera de Transnistria és una versió de la desapareguda bandera de la República Socialista Soviètica de Moldàvia. Aquesta bandera es va convertir en un dels símbols oficials de Transnístria l'any 2000, data on va aparèixer descrita a la Llei de Símbols de l'Estat.
La bandera consisteix en dues franges horitzontals vermelles amb una tercera central de color verd. La llei també reconeix l'existència d'una versió destinada a l'ús per part del govern on apareix, a la cantonada superior propera al màstil, l'estrella vermella, la falç i el martell.